# OMÁV I
Az ÁVT I osztály (később 23 sorozat) egy osztrák-magyar szerkocsisgőzmozdony-sorozat volt az osztrák-magyar tulajdonú Államvasút-Társaságnál (ÁVT) (németül:österreichisch-ungarische Staatseisenbahngesellschaft, röviden StEG) amely nevével ellentétben egy magánvasúttársaság volt.

## Története
Az ÁVT francia tőkével alakult, így a mozdonybeszerzéseiben is érvényesült a francia befolyás. Ez vonatkozott erre a sorozatra is, mely hasonló volt Polonceau által a Compagnie du chemin de fer de Paris à Orléans vasúttársaságnak építtetett mozdonyokhoz. Az ÁVT 58 db ilyen mozdonyt építtetett és az I kategóriába sorolta őket. Ezekből 44 db-ot a 65-74 (1882) és 89-122 (1883-1885, 1889, 1991) gyártási számokkal az ÁVT Gépgyára a 77 gyári típusként gyártotta, a maradék 14 db-ot pedig a Hanomag 75-88 számozással (1883). Az 1B1 tengelyelrendezés előnye az volt, hogy nagyobb kazánt lehetett beépíteni, mint a 2’B elrendezésnél. Ám a futó-tengely visszatérítő szerkezet csak egyszerű ékes volt, ami rontotta a menettulajdonságot.
Ezek a sorozatú mozdonyok Bécs Kelet és Wessely állomásokra voltak honosítva.
Az ÁVT magyar és osztrák részének felosztásakor 26 db mozdony került osztrák tulajdonba, mint StEG 23.01-26 sorozat, a többi a MÁV-é lett Ig. osztály 601-632, 1911-től pedig mint 223 sorozat megjelöléssel. A 26 osztrák mozdony a StEG 1909-es államosítása után a kkStB-nél 5 sorozatként pályaszámukat megtartva tovább szolgáltak - kivéve az 5.17 és az 5.15-öt - melyeket 1917-ben illetve 1918-ban selejteztek. A BBÖ három darabot 1923-ban és 1924-ben eladott a GYSEV–nek (GYSEV 201-206), a további mozdonyokat 1928-ig selejtezte.
A MÁV mozdonyokból 14 Jugoszláviába, 8 Romániába került.

## Fordítás
- Ez a szócikk részben vagy egészben  a   StEG II 65–122 című német Wikipédia-szócikk fordításán alapul.  Az eredeti cikk szerkesztőit annak laptörténete sorolja fel. Ez a jelzés csupán a megfogalmazás eredetét és a szerzői jogokat jelzi, nem szolgál a cikkben szereplő információk forrásmegjelöléseként.